# Registre national des monuments immeubles d'Ukraine
Le Registre national des monuments immeubles d'Ukraine (ukrainien : Державний реєстр нерухомих пам'яток України) est une liste de 3 300 objets issu du patrimoine culturel en Ukraine. Chaque monument est signalé par sa plaque officielle.
La liste a été commencée au début des années 1960, en accord avec l'article 5 de la Convention de La Haye (1954).

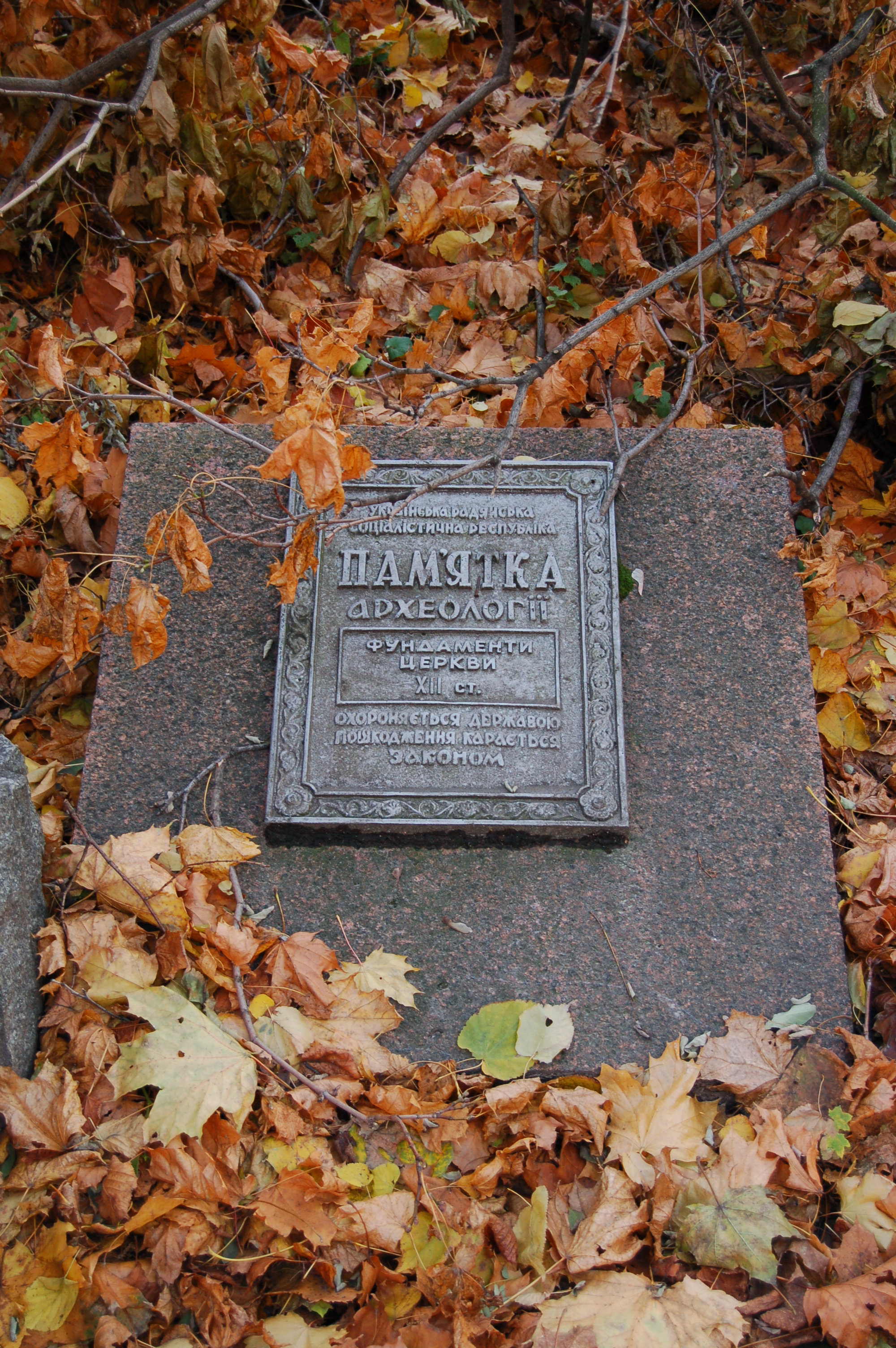
Plaque de l'époque de la république socialiste soviétique d'Ukraine.
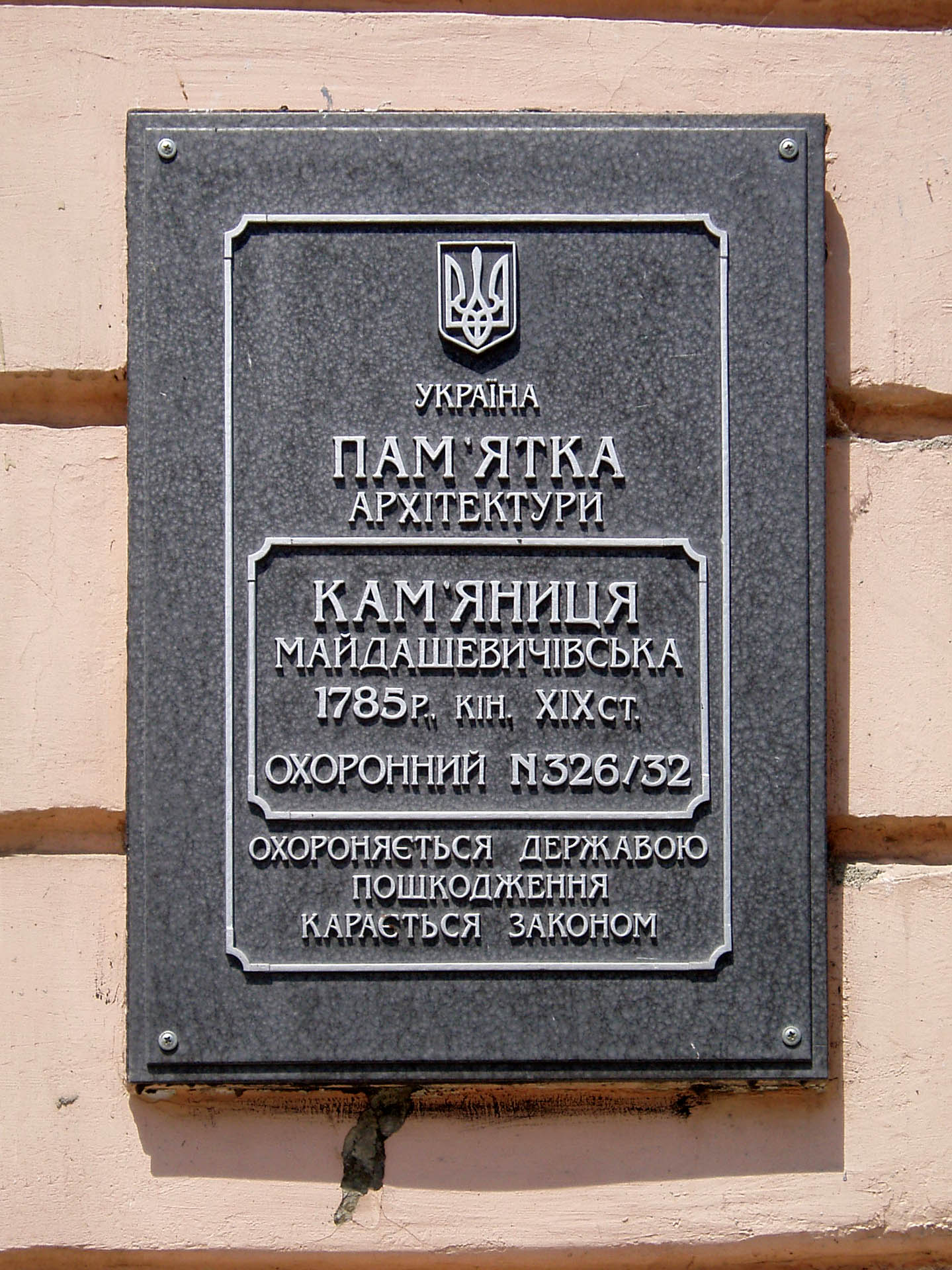
Exemple de plaque actuelle.

Le registre est décliné en deux types : national ou local. Il se décline aussi en sites archéologique, culturel, écologique, scientifique ou technologique.